# 森望 (スケート選手)
森 望（もり かなた、英語: Kanata Mori、1995年12月22日 - ）は、日本のモデル、俳優、元フィギュアスケート選手。千葉県出身。血液型はB型。ジュデコン所属。芸名は森かなた。

## 人物
11歳からシチズンプラザでスケートを始め、コーチであった川越正大に師事する。男子シングルで全日本ジュニア出場、アイスダンスでは折原裕香と全日本ジュニア、全日本選手権、トルン杯などに出場した。明治大学スケート部2017年度の主将となり、2019年に現役引退。 2021年にはパリコレクションのモデルや俳優としても活動している。

## 出演

### ショー
・Paris Fashion Week Menswear Spring-Summer 2022
「Maison MIHARA YASUHIRO 2022 S/S COLLECTION “USUAL”」
・Paris Fashion Week Menswear 2022-2023
「doublet FALL-WINTER 2022-23 COLLECTION」

### 広告
・Drekka Jewelry（2021年）
・Lee「FLeeasy」（2021年）
・Voltage Control Filter（2021年）
・doublet x カップヌードルコラボレーション（2021年）
・LOEWE「2022春夏プレコレクション コートキャンペーン」（2021年）
・niko and...「NFLコラボ」（2022年）
・NIKE outside キャンペーン（2022年）
・ファミリーマート コンビニエンスウェアAW22（2022年）
・LOEWEジャパン50周年キャンペーン（2023年）

### ドラマ
・Amazon Primeオリジナルドラマ「More Than Words」エピソード2 ハク役（2022年）
・NHK「超人間要塞ヒロシ戦記」トシ役（2023年）

### CM
・エナジードリンクZONe PS5コラボキャンペーン（2021年）
・what3words（2021年）
・ゴディバ ホリデーキャンペーン（2021年）
・Docomo U30ロング割 （2021年）
・EVERING （2022年）
・Amazon prime student （2022年）
・HIS「バックパックの旅が帰ってきた！COME BACK PACK篇」（2022年）

### MV
・青山テルマ feat. Aisho Nakajima「Yours Forever」（2021年）
・佐藤千亜妃「Who Am I」（2021年）
・UVERworld feat. 青山テルマ「愛笑む 『SOUL』」（2021年）
・汐れいら「ビーボーイ」（2022年）
・go!go!vanillas「Two Of Us」（2022年）

### 雑誌
・GQ Japan 2021年4月号「TikTokから世界へ羽ばたく」
・GINZA 2021年6月号「こだわりドレッサー拝見！」
・SPUR 2021年9月号「それは、現実を生きる力。みんなのためのロマンティック」
・SPUR 2021年12月号「森に囲まれた天然のスケートリンクで自由気ままに踊りたい」
・GINZA SIX magazine Spring 2022 ISSUE 8「My Style is My Nature」
・DAZED KOREA Spring Edition 2022「TOKYO!」

## 選手としての主な成績
折原裕香とのカップル
| 大会\年          | 2016 -17 | 2017 -18 |
| ---------------- | -------- | -------- |
| 全日本選手権     | 2J       | 4        |
| メンタートルン杯 |          | 11       |
| J=ジュニア部門   |          |          |

- マークが付いている大会はISU公認の国際大会